# Teutjärven ja Suvijärven lintuvedet
Teutjärven ja Suvijärven lintuvedet este o arie protejată (arie de protecție specială avifaunistică — SPA) din Finlanda întinsă pe o suprafață de 568 ha, integral pe uscat.

## Localizare
Centrul sitului Teutjärven ja Suvijärven lintuvedet este situat la coordonatele 60°35′52″N 26°29′03″E / 60.5978°N 26.4842°E.

## Înființare
Situl Teutjärven ja Suvijärven lintuvedet a fost declarat arie de protecție specială avifaunistică în august 1998 pentru a proteja 27 de specii de animale.

## Biodiversitate
Situată în ecoregiunea boreală, aria protejată nu include niciun habitat protejat.
La baza desemnării sitului se află mai multe specii protejate de  păsări (27): lăcar mare (Acrocephalus arundinaceus), rață sulițar (Anas acuta), gâscă de semănătură (Anser fabalis), stârc cenușiu (Ardea cinerea), ciuf de câmp (Asio flammeus), rață-cu-cap-castaniu (Aythya ferina), rața moțată (Aythya fuligula), Aythya marila, buhai de baltă (Botaurus stellaris), Branta leucopsis, bătăuș (Calidris pugnax), erete de stuf (Circus aeruginosus), erete vânăt (Circus cyaneus), erete cenușiu (Circus pygargus), cristeiul de câmp (Crex crex), lebădă de iarnă (Cygnus cygnus), șoimul rândunelelor (Falco subbuteo), cocor (Grus grus), sfrâncioc roșiatic (Lanius collurio), becațină mică (Lymnocryptes minimus), rață pestriță (Mareca strepera), Mergellus albellus, vultur pescar (Pandion haliaetus), cresteț pestriț (Porzana porzana), Spatula clypeata, rață cârâitoare (Spatula querquedula), chiră de baltă (Sterna hirundo).